# Hiallum affine
Hiallum affine là một loài chân đều trong họ Eubelidae. Loài này được Richardson miêu tả khoa học năm 1909.